# Prehistorik 2
Prehistorik 2 è un videogioco a piattaforme sviluppato e pubblicato dalla Titus Interactive nel 1993 per PC (MS-DOS) e Amstrad CPC. Il gioco è il seguito di Prehistorik.
Il design del videogioco è stato curato da Eric Zmiro, come espresso nei titoli in coda all'ultimo livello del gioco stesso.

## Caratteristiche
Come nel predecessore, il giocatore impersona un uomo delle caverne che deve affrontare livelli dove incontra animali, dinosauri e nemici assortiti da eliminare con la sua clava o schivare. Nella versione precedente era necessario raccogliere una certa quantità di cibo per poter passare al livello successivo, in Prehistorik 2 invece si deve trovare un bonus a forma di accendino e poi dirigersi verso il semaforo di fine livello. Seguendo questo schema di gioco è possibile a livello puramente teorico terminare alcuni livelli senza accumulare alcun punto.
Rispetto al predecessore sono stati aggiunti diversi particolari che ne incrementano l'intrattenimento: per esempio dopo una corsa il personaggio se si ferma inizia a respirare in modo evidente, se beve troppo a lungo le sue labbra si colorano di rosso. All'interno di ciascun livello, esclusi i livelli bonus, è presente una password costituita da 4 caratteri: questa password inserita con le modalità opportune permette di iniziare il gioco direttamente dal livello cui appartiene la password introdotta, in caso contrario il gioco parte sempre dal primo livello.
La generazione dei codici di accesso è legata dal BIOS del computer e quindi computer diversi generano sempre codici diversi; gli emulatori invece, essendo privi di un BIOS vero e proprio, fanno generare al gioco codici dipendenti dall'emulatore e non dalla macchina. Sparsi tra i vari livelli si trovano inoltre bonus aventi forma delle lettere dell'alfabeto: prendendo le lettere per formare la parola "BONUS" si vedrà cadere dal cielo un frigorifero colmo di cibo del valore do 100.000 punti.

### Armi
Il giocatore durante il suo girovagare può raccogliere nuove armi: sono infatti disponibili la clava, un martello e vari tipi di asce. Gli oggetti possono essere nascosti entro altri oggetti o in anfratti del paesaggio che se colpiti rilevano il loro contenuto.

### Livelli di difficoltà
Sono previsti due livelli di difficoltà:
- Beginner (principiante)
- Expert  (esperto)

La modalità principiante è priva di alcuni mostri e nemici, tuttavia in essa non è possibile raggiungere l'ultimo livello: infatti in modalità principiante il gioco si conclude con una schermata in cui è disegnato un castello; sulla schermata viene spiegato come, per entrare nel castello, sia necessario giocare in modalità Expert.
Il gioco in tale modalità è complicato solamente dalla presenza di più nemici; la giocabilità è praticamente immutata rispetto alla modalità principiante.

### Livelli bonus
All'interno del gioco sono presenti alcuni livelli bonus, raggiungibili attraverso porte segrete all'interno dei livelli convenzionali; questi livelli bonus sono del tutto privi di nemici ma ricchi di "oggetti" da mangiare per accumulare punti e vite extra: uno di questi bonus si trova nel terzo livello convenzionale, e la sua porta d'accesso è nascosta sotto al semaforo di fine livello.